# Poecilocloeus corallipes
Poecilocloeus corallipes is een rechtvleugelig insect uit de familie veldsprinkhanen (Acrididae). De wetenschappelijke naam van deze soort is voor het eerst geldig gepubliceerd in 1911 door Lawrence Bruner.